# Osmoy-Saint-Valery
 Osmoy-Saint-Valery  es una población y comuna francesa, en la región de Alta Normandía, departamento de Sena Marítimo, en el distrito de Dieppe y cantón de Londinières.

## Demografía
| 133 | 135 | 150 | 154 | 607 | 610 | 616 | 613 | 572 | 542 | 526 | 504 | 464 | 505 | 520 | 477 | 486 | 478 | 419 | 450 | 441 | 413 | 442 | 415 | 420 | 433 | 400 | 360 | 324 | 332 | 293 | 299 | 310 | 328 | 331 | 333 |
| Para los censos de 1962 a 1999 la población legal corresponde a la población sin duplicidades (Fuente: INSEE [Consultar]) |     |     |     |     |     |     |     |     |     |     |     |     |     |     |     |     |     |     |     |     |     |     |     |     |     |     |     |     |     |     |     |     |     |     |     |